# Пратекабуда
Пратекабуда (на санскрит: प्रत्येक बुद्ध, pratyekabuddha IAST, пали: пачеабуда, „самопробуден“) – един от типовете духовно извисени личности в будизма наред с будите, архатите и бодхисатвите. Това е този, който е достигнал нирвана абсолютно самостоятелно, не встъпвайки в будистка общност. Те постигат съвършено прозрение чрез основната си практика – медитация върху дванадесетте звена на взаимозависимото възникване. Макар да могат да дават морално-етични напътствия, за разлика от будите те не могат да разпространяват дхарма и не оставят след себе си сангха, защото им липсват техните съвършени мъдрост и съчувствие. Казва се, че пратекабуди се появяват в света само в епохи, в които не са се родили буди и не е преподадена Дхарма.